# Channangihalli, Hassan
Channangihalli là một làng thuộc tehsil Hassan, huyện Hassan, bang Karnataka, Ấn Độ.